# Arthrostylidium
Arthrostylidium és un gènere de bambús de la família de les poàcies, ordre de les poals, subclasse commelínides, classe liliòpsides, divisió magniliofitins.

## Taxonomia
- Arthrostylidium angustifolium Nash
- Arthrostylidium cacuminis McClure
- Arthrostylidium distichum Pilg.
- Arthrostylidium fimbrinodum Judz. et L. G. Clark
- Arthrostylidium grandifolium Judz. et L. G. Clark
- Arthrostylidium obtusatum Pilg.
- Arthrostylidium purpuratum McClure
- Arthrostylidium reflexum Ekman
- Arthrostylidium sarmentosum Pilg.
- Arthrostylidium scandens McClure
- Arthrostylidium subpectinatum Kuntze